# Happy Colors
Héctor Melvin Mendoza Arias (Santo Domingo, República Dominicana, 9 de junio de 1993) es un DJ y productor más conocido por su nombre artístico, Happy Colors.
Su sello característico es la mezcla del ritmo latino con la electrónica, atravesando diversos géneros como el EDM, el moombahton, la cumbia, la bachata y el merengue.
Happy se dio a conocer en el medio audiovisual con el tema "Tiripa" con JSTJR en 2014 bajo la etiqueta de Mad Decent, de Diplo.

## Vida y carrera
Nacido en Santo Domingo, República Dominicana, y criado en varias regiones del sur de Estados Unidos, Happy Colors llegó a la edad de 12 años a los EE. UU., donde desarrolló interés por la cultura local. Asistió a la escuela Hollywood Hills, en Browards, Fort Lauderdale y continuó su educación centrándose en la música.
Tres años después formó un dúo de reguetón llamado Domiflow y Lender junto a un compañero del autobús escolar.
A la edad de 20 años se trasladó al sur de Miami, Florida, donde reside actualmente, y comenzó a hacerse conocer a través de las redes sociales. A esa misma edad lanzó su primer tema titulado "La vaca borracha", una mezcla de merengue, reguetón y moombahton.
En 2016 colaboró con el álbum de remixes de clásicos de salsa "Calentura" de Fania Records reversionando la canción de Celia Cruz "Virgencita".
En el mismo año Happy Colors fue nominado a los Premios Grammy Latino a Mejor Fusión/Interpretación Urbana con el tema "Cumbia Anthem" junto a El Dusty.
Entre sus actuaciones más destacadas se encuentran festivales como EDC México, SXSW, Life in Colors y los Latin GRAMMYs de 2016.
En septiembre del 2018 colabora con la cantante colombiana Lao Ra en la canción "Pa'lante", tema que tuvo tanta notoriedad que llegó a incluirse en la banda sonora del videojuego FIFA 19.